# Ночь нежна
«Ночь нежна» (англ. Tender Is the Night) — четвёртый и последний завершённый роман американского писателя Фрэнсиса Скотта Фицджеральда. Опубликован в 1934 году. Действие происходит в Европе 1920-х годов. Название романа и эпиграф взяты из «Оды соловью» Джона Китса.

## Сюжет
Молодой американец Дик Дайвер рассчитывает сделать блестящую карьеру на ниве психиатрии. Работая во время Первой мировой войны в одной из клиник Швейцарии, он влюбляется в пациентку по имени Николь — представительницу чикагской промышленной аристократии. После женитьбы на Николь Дику приходится совмещать две роли — мужа и врача. Супруги решают поселиться с двумя детьми на вилле близ Канн. Там их частенько навещают многочисленные друзья Дика.
Действие классической редакции романа начинается с того, что летом 1925 года в близлежащем отеле поселилась 18-летняя звезда Голливуда по имени Розмари. Очарованная обаянием, свободой и вкусом Дайверов, девушка-инженю с первого взгляда влюбилась в Дика. Дальше все трое продолжили весело проводить время в Париже, где Дик стал отвечать Розмари взаимностью. Полноценного романа, однако, не состоялось: когда в гостиничном номере Розмари обнаружили труп чернокожего, у Николь случился нервный срыв. Дик поспешил увезти жену на Ривьеру, а Розмари отправилась на съёмки очередного фильма.
Прошло четыре года. За это время Дик на деньги жены и её родственников организовал на берегу Цугского озера психиатрическую клинику, а Розмари стала настоящей красавицей, за плечами которой уже множество романов. Их пути вновь пересеклись в Риме после возвращения Дика из США (куда он ездил на похороны отца). Влюблённые провели вместе несколько дней, но опять надолго расстались.
У Дика начинается полоса неудач: после драки он на короткое время попадает за решётку, а по возвращении в Швейцарию начинается разлад в психиатрической клинике, и Дик уходит из неё. Дик начинает пить, его уже не зовут на вечеринки; даёт знать о себе возраст. Когда Розмари и Дик встречаются в третий раз, Николь, подозревая между ними связь, заводит любовника и после развода выходит за него замуж. Мечты Дика о блистательной карьере заканчиваются крахом. Забытый прежними друзьями, он ведёт одинокое существование в штате Нью-Йорк.

## Работа над романом
Фицджеральд начал работу над произведением в 1925 году; замысел и заглавие будущей книги несколько раз претерпевали значительные изменения. Сохранилась рукопись нескольких глав первой версии романа, в которой главный герой Фрэнсис Меларки (Francis Melarkey), голливудский звукооператор, путешествует с матерью по Европе. На Ривьере они знакомятся с компанией богатых соотечественников, Меларки попадает под их влияние и в итоге убивает свою мать.
Летом 1929 года писатель приступил к написанию второго варианта, введя в действие Розмэри Хойт и её мать, которые встречают на океанском лайнере голливудского режиссёра Левеллина Келли и его жену Николь. От этой версии сохранилось две главы в рукописи. Создание третьего варианта началось в 1932 году, Фицджеральд разработал план романа, обозначил время действия, возраст персонажей, основные сюжетные моменты, в том числе мотив психического расстройства Николь. Роман был закончен к концу 1933 года и тогда же получил своё окончательное название. Произведение публиковалось в журнале Scribner’s Magazine в январе-апреле 1934 года.
Вслед за замечаниями критиков, что избранная структура романа нарушает его логическую и хронологическую последовательность, Фицджеральд в декабре 1938 года предложил издательству Scribner’s переработать книгу, однако не довёл эту работу до конца. Сохранился экземпляр романа с карандашными пометками автора, следуя которым, друг Фицджеральда Малкольм Коули реорганизовал сцены романа в хронологическом порядке. Эта версия произведения была опубликована в 1951 году.

## Русские переводы
- 1971 — перевод Евгении Калашниковой (издательство «Художественная литература»)
- 2000 — перевод Натальи Ярошевской и Татьяны Краснолуцкой (издательство «Феникс»)
- 2014 — перевод Сергея Таска (издательство «Азбука»)
- 2014 — перевод Ирины Дорониной (издательство «АСТ»)
- 2016 — перевод Сергея Ильина (издательство «Э»)

## Адаптации
- В 1962 году была снята киноверсия романа[англ.], с Джейсоном Робардсом и Дженнифер Джонс в главных ролях. Одноимённая песня из кинокартины была выдвинута на «Оскар» 1962 года в номинации «Лучшая песня».
- В 1985 г. состоялась премьера 6-серийного телефильма, снятого Би-би-си по сценарию Денниса Поттера[англ.]. Роли Дайверов исполнили Питер Штраус и Мэри Стинберджен.
- В 2015 г. Борис Эйфман поставил балет Up & Down по мотивам романа Фицджеральда[3].
- В 2024 г. Владимир Драгунов поставил спектакль "Ночь нежна. Дик и Николь" на Камерной сцене Малого театра[4]

## Дальнейшее чтение
- Горбунов А. Н. Романы Френсиса Скотта Фицджералда. — М.: Наука, 1974. — (Из истории мировой культуры).
- Гашева Н. В., Лаевская О. А. Концепция творческой личности и способы ее художественного воплощения в романах В. Каверина «Перед зеркалом», С. Фицджеральда «Ночь нежна», и Р. Сильвестра «Вторая древнейшая профессия» // Проблемы типологии литературного процесса. / Редколл.: Н. Е. Васильева, С. Я. Фрадкина. — Пермь: ПГУ, 1985. — С. 155—168.
- Малетина О. А. Лингвостилистические экспликаторы создания образа в романе Ф. С. Фицджеральда «Ночь нежна» Архивная копия от 23 ноября 2016 на Wayback Machine // Lingua mobilis. — 2010. — № 1 (20). — ISSN 1998-1546